# El Periódico de Aragón
El Periódico de Aragón és un diari editat a Saragossa per Grupo Zeta i la informació del qual se centra sobretot a la secció Aragó, Opinión y Deportes.

## Història
El Periódico de Aragón va néixer el 23 d'octubre de 1990 i aviat es va començar a consolidar com el segon diari de major tirada en la comunitat tan sols per darrere de l'Heraldo de Aragón. El 1997 van inaugurar unes instal·lacions centrals d'El Periódico a Aragó al carrer Hernán Cortés de Saragossa.
L'actual director del diari és Jaime Armengol, que va substituir en el 2003 a Miguel Ángel Liso, director des de 1992. Aquest va substituir Juancho Dumall (primer responsable del diari). Compta amb una plantilla aproximada de 150 persones. Els seus columnistes més populars són el conegut bloger Mariano Gistain i el seu espai "La ciudad de las gaviotas", l'escriptor Juan Bolea, el cantautor Joaquin Carbonell, i el director adjunt del mitjà, exdirector de l'Heraldo de Aragón, Jose Luis Trasobares, la columna del qual, "El Independiente", analitza l'actualitat social i política. Té una tirada regular diària de 18 mil exemplars.